# Saint-Aubin-du-Désert
Saint-Aubin-du-Désert é uma comuna francesa na região administrativa da Pays de la Loire, no departamento de Mayenne. Estende-se por uma área de 12,83 km². Em 2010 a comuna tinha 241 habitantes (densidade: 18,8 hab./km²).